# Lena Stojković
Lena Stojković (3 de enero de 2002) es una deportista croata que compite en taekwondo.
Participó en los Juegos Olímpicos de París 2024, obteniendo una medalla de bronce en la categoría de –49 kg.
Ganó dos medallas de oro en el Campeonato Mundial de Taekwondo, en los años 2022 y 2023, y tres medallas de oro en el Campeonato Europeo de Taekwondo entre los años 2021 y 2024.
En los Juegos Europeos de Cracovia 2023 consiguió una medalla de oro en la categoría de –46 kg.

## Palmarés internacional
| Juegos Olímpicos   | Juegos Olímpicos         | Juegos Olímpicos  | Juegos Olímpicos |
| Año                | Lugar                    | Medalla           | Categoría        |
| ------------------ | ------------------------ | ----------------- | ---------------- |
| 2024               | París (Francia)          | Medalla de bronce | –49 kg           |
| Campeonato Mundial |                          |                   |                  |
| Año                | Lugar                    | Medalla           | Categoría        |
| 2022               | Guadalajara (México)     | Medalla de oro    | –46 kg           |
| 2023               | Bakú (Azerbaiyán)        | Medalla de oro    | –46 kg           |
| Juegos Europeos    |                          |                   |                  |
| Año                | Lugar                    | Medalla           | Categoría        |
| 2023               | Krynica-Zdrój (Polonia)  | Medalla de oro    | –46 kg           |
| Campeonato Europeo |                          |                   |                  |
| Año                | Lugar                    | Medalla           | Categoría        |
| 2021               | Sofía (Bulgaria)         | Medalla de oro    | –46 kg           |
| 2022               | Mánchester (Reino Unido) | Medalla de oro    | –46 kg           |
| 2024               | Belgrado (Serbia)        | Medalla de oro    | –46 kg           |